# シルビア・チェビワット・キベト
シルビア・チェビワット・キベト（Sylvia Jebiwott Kibet、1984年3月28日 - ）はケニアの陸上競技選手、専門は長距離走。
2008年北京オリンピック5000m銅メダリスト。世界陸上競技選手権ベルリン大会女子5000mで2位に入った。
2006年アフリカ陸上競技選手権女子5000mで3位となり、IAAFワールドアスレチックファイナル3000mでは5位となった。
2007年にはオールアフリカゲームズでは3位となり、世界陸上競技選手権大阪大会5000mでは4位に入った。この年IAAFワールドアスレチックファイナルにおいて3000m5位となり、5000mでは14分57秒37を記録、ビビアン・チェルイヨットに次ぐ2位の成績を残した。
2008年、世界室内陸上競技選手権3000mにおいて8分41秒82のケニア室内3000m記録を樹立した。
リフトバレー州ナンディ県カプチョルワ出身。オランダ代表のヒルダ・キベトは姉にあたり、ローナ･キプラガトは彼女たちの従姉妹にあたる。

## 主な戦績
| 年度 | 大会名                             | 開催地                        | 順位 | 種目  |
| ---- | ---------------------------------- | ----------------------------- | ---- | ----- |
| 1999 | 世界ユース陸上競技選手権           | ビドゴシチ（ ポーランド）     | 2位  | 1500m |
| 2006 | アフリカ陸上競技選手権             | バンブース（ モーリシャス）   | 3位  | 5000m |
| 2006 | IAAFワールドアスレチックファイナル | シュトゥットガルト（ ドイツ） | 5位  | 3000m |
| 2007 | オールアフリカゲームズ             | アルジェ（ アルジェリア）     | 3位  | 5000m |
| 2007 | 世界陸上競技選手権                 | 大阪（ 日本）                 | 4位  | 5000m |
| 2007 | IAAFワールドアスレチックファイナル | シュトゥットガルト（ ドイツ） | 5位  | 3000m |
| 2007 | IAAFワールドアスレチックファイナル | シュトゥットガルト（ ドイツ） | 2位  | 5000m |
| 2008 | 世界室内陸上競技選手権             | バレンシア（ スペイン）       | 4位  | 3000m |
| 2008 | 北京オリンピック                   | 北京（ 中華人民共和国）       | 3位  | 5000m |
| 2008 | IAAFワールドアスレチックファイナル | シュトゥットガルト（ ドイツ） | 6位  | 3000m |
| 2008 | IAAFワールドアスレチックファイナル | シュトゥットガルト（ ドイツ） | 6位  | 5000m |
| 2009 | 世界陸上競技選手権                 | ベルリン（ ドイツ）           | 2位  | 5000m |
| 2009 | IAAFワールドアスレチックファイナル | テッサロニキ（ ギリシャ）     | 4位  | 5000m |
| 2010 | 世界室内陸上競技選手権             | ドーハ（ カタール）           | 4位  | 3000m |
| 2011 | 世界陸上競技選手権                 | 大邱（ 韓国）                 | 2位  | 5000m |
| 2012 | 世界室内陸上競技選手権             | イスタンブール（ トルコ）     | 4位  | 3000m |

## 記録
- 1500m - 4分07秒87（2010年） 室内 - 4分05秒33（2010年）
- 3000m - 8分37秒47（2013年） 室内 - 8分40秒50（2012年）
- 5000m - 14分31秒91（2010年）
- 10000m - 30分47秒20（2009年）
- ハーフマラソン - 1時間09分51（2009年）